# Kálium-peroxo-diszulfát
A kálium-peroxo-diszulfát vagy kálium-perszulfát egy szervetlen vegyület, a peroxo-dikénsav káliumsója. A képlete K2S2O8. Színtelen, kristályos vegyület, kristályai rombos szerkezetűek. Vízben rosszul oldódik. Erős oxidálószer.

## Kémiai tulajdonságai
Levegőn állandó, de nedvesség hatására hidrolizál, kálium-hidrogén-szulfáttá alakul. Ha hevítik, oxigén fejlődik belőle. Erős oxidálószer, oxidálja a szelént, a tellúrt, az arzént. A hidrogén-halogenidekből halogént tesz szabaddá. Oxigént fejleszt, ha hidrogén-peroxiddal reagál. Katalizátor (például Ag+ ion) jelenlétében permanganátokká oxidálja a mangán(II)-sókat.

## Előállítása
A kálium-perszulfát kálium-hidrogén-szulfátból állítható elő anodikus oxidációval. Ha ennek a vegyületnek az oldatát nagy áramsűrűség mellett elektrolizálják, az anódon kálium-peroxo-diszulfát keletkezik.

## Felhasználása
A kálium-peroxo-diszulfátot fehérítőszerként használják. A szerves kémiában oxidálószerként szolgál. A fényképészetben a lemezen, illetve a filmen megmaradt, felesleges nátrium-tioszulfát eltávolítására használják. Az analitikai kémiában vegyszerként használják. Az emulziós polimerizációnál fontos szerepet játszik, mint iniciátor.